# Karl M. van Meter
Pour les articles homonymes, voir Van Meter (homonymie).
Karl M. van Meter est un chercheur en sociologie ainsi que « ingénieur CNRS honoraire » et il est spécialisé en méthodologie sociologique.